# هيلين فيرتشايلد
هيلين فيرتشايلد (بالإنجليزية: Helen Fairchild)‏ هي ممرضة أمريكية، ولدت في 21 نوفمبر 1885 في Turbot Township, Pennsylvania ‏ في الولايات المتحدة، وتوفيت في 18 يناير 1918 بسبب كلوروفورم.